# 자이우송 마르셀리누 두스 산투스
자이우송 마르셀리누 두스 산투스(포르투갈어: Jailson Marcelino dos Santos, 1981년 7월 20일 ~ )는 짧게 자이우송으로 불리는 브라질의 축구 선수로 포지션은 골키퍼이다. 현재 캄페오나투 브라질레이루 세리이 A의 SE 파우메이라스에서 활약하고 있다.

## 선수 경력

### 산투스 FC
2016년 SE 파우메이라스 소속으로 캄페오나투 브라질레이루 세리이 A 올해의 팀 골키퍼 부분에 선정되었다. 같은 해 팀은 우승을 차지했다.

## 우승
- 코파 두 브라지우: 2015
- 캄페오나투 브라질레이루 세리이 A: 2016